# Johnny Walker (film)
Pour les articles homonymes, voir Johnny Walker.
Pour plus de détails, voir Fiche technique et Distribution.
Johnny Walker est un film belge réalisé par Kris De Meester, sorti en 2015. 
Le film est adapté d'une œuvre de Fiodor Dostoïevski : Les Carnets du sous-sol.

## Fiche technique
- Titre : Johnny Walker
- Réalisation : Kris De Meester
- Coréalisation : Anton Scholten
- Scénario : Kris De Meester et Bruce Geduldig d'après Les Carnets du sous-sol de Fiodor Dostoïevski
- Photographie : Joel San Juan
- Montage : Kris De Meester
- Production : Kris De Meester
- Société de production : 24 FPS Features, Harald House, Minds Meet et Zoffa
- Pays de production :  Belgique,  États-Unis et  Pays-Bas
- Genre : Comédie dramatique
- Durée : 85 minutes
- Date de sortie : 
  - États-Unis : 13 juin 2015 (Push! Film Festival)

## Distribution
- Éric Godon : Jean
- Lynn Bari : Christine Faber (archive)
- Turhan Bey : Alexis (archive)
- Astrid Whettnall : Sharon
- Christelle Cornil : Marie
- Bruce Geduldig : Harry
- Cherise Silvestri : Mayda (voix)
- Hank Botwinik : Johnny
- Mieke Daneels : Lubke
- Peronella Van Kastel : la mère
- Jean-François Brion : François
- Piet De Praitere : Christian De Schutter
- Michel Schillaci : Laurent
- Dimitri Brusselmans : Felipe
- Shai Shahar : Martin (voix)
- Udo Kier : Fiodor (voix)